# CzechBoys
CzechBoys és un estudi, portal web i proveïdor de pornografia gai. CzechBoys va ser fundat el 1999 per Pavel Rada i duu a terme l'activitat a Praga. La seva pàgina web principal, CzechBoys.com, es presenta en el format d'una revista eròtica gai en línia amb una publicació diària.
El 2003, CzechBoys va esdevenir proveïdor de contingut en la indústria pornogràfica gai en línia a partir del llançament de CzechBoysContent.com. El 2006, l'empresa va expandir-se en passar de llogar contingut aliè a vendre'n d'exclusiu i va associar-se amb Pistol Media, una divisió de Raging Stallion Studios, per a oferir un connector de vídeos eròtics gais en pàgines web pornogràfiques.

## Premis i nominacions
CzechBoys ha estat nominat a nombrosos premis d'ençà del 2002, quan va ser-ho als Gay Entertainment Awards dins la categoria "Best Gay Adult Pay Site on the Net" (en català, "Millor paysite de porno gai a la xarxa"). CzechBoys va ser nominat a quatre premis als European Gay Porn Awards i va guanyar el premi a "Best Twink Site" (en català, "Millor pàgina web twink"). La nominació més recent d'un DVD de CzechBoys va ser als Gay Video Awards del 2010 per Twink Party Volume 7, en què Lucky Tailor (aka Lukaso) estava entre els nominats estrangers a "Millor intèrpret d'actiu".

## Videografia parcial
- Twink Party (Vol. 1-7)